# 王都 (天啓乙丑進士)
王都（1585年—1644年），字懿伯，别號介清，山东济南府德州左卫军籍。明末政治人物。

## 生平
王都生于萬曆十三年七月十三日午时，天啓元年（1621年）辛酉科山东乡试举人，座师吴甡。天啓五年（1625年）乙丑科進士，初選元城县知县，後補滑縣。元劇而滑腴，馭劇以靜，處腴不脂，縣人尸祝之。崇祯中简拔禮科給事中，陞工科都給事中，升太常寺少卿，提督四夷馆，摄正卿事。已，升太常寺卿。十七年甲申，李自成破京城，郁愤自伤，四月二十七日卒於京，年六十。

## 著作
所著有《法戒編》、《棠棣客問》、《朱子漫錄》。

## 家族
先世文登縣人，徙德州左衛。高祖彦礼，曾祖海，祖秀。秀生禄，配于氏，生子二：长春滋；次春澄，是为公父，敕封文林郎，配萧氏，继配周氏，敕封孺人，生子三：长即公；次政；次猷。
元配赵氏，封孺人，生子一：王庆泰。